# Agaricus moellerianus
Agaricus moellerianus Bon – gatunek grzybów z rodziny pieczarkowatych (Agaricaceae).

## Systematyka i nazewnictwo
Pozycja w klasyfikacji według Index Fungorum: Agaricaceae, Agaricales, Agaricomycetidae, Agaricomycetes, Agaricomycotina, Basidiomycota, Fungi.
Po raz pierwszy opisał go w 1985 r. Marcel Bon i nadana przez niego nazwa naukowa jest ważna. Synonimy naukowe:
- Agaricus campestris var. floccipes (F.H. Møller) Pilát 1951
- Agaricus floccipes (F.H. Møller) Bohus 1978
- Psalliota campestris var. floccipes F.H. Møller 1950[2].

## Morfologia
Kapelusz o średnicy 3–8 cm, powierzchnia włókienkowata, wełnista, czerwonobrązowa do brązowoporfirowej. Włókienka rubsze włókienka niż u pieczarki purpurowobrązowej (Agaricus cupreobrunneus). Blaszki gęste, miąższ gruby, pierścień zwisający, cienki, słabo rozwinięty.

## Występowanie i siedlisko
Podano stanowiska Agaricus moellerianus tylko w Europie i Izraelu, w Polsce po raz pierwszy w 2020 r. (B. Gierczyk i inni).

Naziemny grzyb saprotroficzny rosnący na wilgotnych trawnikach w różnego typu trawiastych obszarach.